# Curlin (häst)
Curlin, född 25 mars 2004 i Kentucky i USA, är ett engelskt fullblod som tävlade mellan 2007 och 2008. Han tränades inledningsvis av Helen Pitts, och senare Steve Asmussen. Han reds av Robby Albarado.

## Karriär
Curlin tävlade mellan 2007 och 2008, och sprang totalt in 10 501 800 dollar på 16 starter, varav 11 segrar, 2 andraplatser och 2 tredjeplatser. Han tog karriärens största segrar i Preakness Stakes (2007) Breeders' Cup Classic (2007) och Dubai World Cup (2008). Han segrade även i Rebel Stakes (2007), Arkansas Derby (2007), Jockey Club Gold Cup (2007, 2008), Jaguar Trophy Handicap (2008), Stephen Foster Handicap (2008) och Woodward Stakes (2008).
Han har efter tävlingskarriären varit verksam som avelshingst. Han är bland annat far till Rachel Alexandras första avkomma, Jess's Dream. Han var den ledande avelshingsten i Nordamerika 2014.
Curlin valdes in i National Museum of Racing and Hall of Fame 2014.